# Омский округ
О́мский округ — административно-территориальная единица Сибирского края РСФСР с 1925 по 1930 год.
Окружной центр — город Омск.

## История
Омский округ был образован 9 декабря 1925 года из Омского, Калачинского и Тюкалинского уездов Омской губернии.
В 1926 году в округе насчитывалось 2072 населённых пункта: города 3 (Омск, Ленинск-Омский, Калачинск), поселений городского типа 4 (Тюкалинск, Ново-Омск, Исиль-Куль, Сибирский посёлок), сельских 2069. Включал 21 район.
В августе 1928 года в Омский округ вошли Добровольская, Степановская, Черлакская и часть Бастандык-Туусской волостей.
В 1928 году был образован Черлакский район с центром в селе Черлак.
29 октября 1928 года состоялось первое заседание президиума Черлакского райисполкома.
5 ноября 1928 года образован Степановский район.
27 мая 1929 года Степановский район ликвидирован.
30 апреля 1929 года Омокрисполком утвердил план ликвидации 10 районов: Ачаирского, Бородинского, Корниловского, Крестинского, Москаленского, Одесского, Сосновского, Степановского, Таврического, Уральского. Образовано 2 новых района: Ново-Омский, Омский.
В 1929 году к Омскому округу отошли почти все районы упразднённого Тарского округа (кроме Муромцевского). Одновременно Еланский район был передан в Барабинский округ. Образован Тарский район.
В 1930 году к Омскому округу были присоединены несколько деревень, входивших ранее в Казакскую АССР.
Постановлением ЦИК и СНК СССР от 23 июля 1930 года Омский округ был ликвидирован в связи с упразднением округов и образованием Западно-Сибирского края. Его районы отошли в прямое подчинение Западно-Сибирского края.

## Административное деление
1. Ачаирский район (село Ачаир);
2. Борисовский район (село Борисовка);
3. Бородинский район (село Красноярка);
4. Большереченский район (село Большеречье);
5. Евгащинский район (село Евгащино);
6. Екатерининский район (село Екатерининское);
7. Еланский район (село Еланское);
8. Знаменский район (село Знаменское);
9. Иконниковский район (село Иконниково);
10. Исиль-Кульский район (село Исиль-Куль);
11. Калачинский район (село Калачинск);
12. Корниловский район (село Корниловка);
13. Крестинский район (село Андреевское);
14. Крутинский район (село Крутинское);
15. Любинский район (село Любино);
16. Москаленский район (село Ольгино);
17. Называевский район (посёлок Сибирский при станции Называевская Омской железной дороги);
18. Нижне-Колосовский район (село Нижне-Колосовское);
19. Ново-Омский район (город Ново-Омск);
20. Одесский район (село Одесское);
21. Омский район (город Омск);
22. Павлоградский район (село Павлоградка);
23. Полтавский район (село Полтавское);
24. Рыбинский район — (село Рыбино);
25. Саргатский район (село Саргатка);
26. Седельниковский район (село Седельниковское);
27. Сосновский район (село Азово);
28. Таврический район (село Таврическое);
29. Тарский район (город Тара);
30. Тевризский район (село Тевриз);
31. Тюкалинский район (город Тюкалинск);
32. Уральский район (село Ново-Уральское);
33. Усть-Ишимский район (село Усть-Ишим).

## Население
Население округа в 1926 году составляло 823437 человек. Из них русские — 67,2 %; украинцы — 19,4 %; немцы — 4,2 %; казахи — 4,0 %; белорусы — 1,4 %.
Крупнейшие населённые пункты Омского округа на 1926 год:
- город Омск — 115848 человек;
- город Ленинск-Омский — 30822 человека;
- город Ново-Омск — 11043 человека;
- село Исиль-Куль — 6313 человек;
- село и станция Калачинск — 4243 человека;
- посёлок Сибирский и станция Называевск — 3822 человека;
- село Оконешниково — 2698 человек;
- село Борисовка — 2515 человек;
- село Крестинское — 2260 человек;
- село Крутинское — 2220 человек.